# Пупнат
Пупнат је насељено место у саставу града Корчуле, на острву Корчули, Дубровачко-неретванска жупанија, Република Хрватска.

## Историја
До територијалне реорганизације у Хрватској налазио се у саставу старе општине Корчула.

## Становништво
На попису становништва 2011. године, Пупнат је имао 391 становника.
| Број становника по пописима | Број становника по пописима | Број становника по пописима | Број становника по пописима | Број становника по пописима | Број становника по пописима | Број становника по пописима | Број становника по пописима | Број становника по пописима | Број становника по пописима | Број становника по пописима | Број становника по пописима | Број становника по пописима | Број становника по пописима | Број становника по пописима | Број становника по пописима |
| --------------------------- | --------------------------- | --------------------------- | --------------------------- | --------------------------- | --------------------------- | --------------------------- | --------------------------- | --------------------------- | --------------------------- | --------------------------- | --------------------------- | --------------------------- | --------------------------- | --------------------------- | --------------------------- |
| 1857                        | 1869                        | 1880                        | 1890                        | 1900                        | 1910                        | 1921                        | 1931                        | 1948                        | 1953                        | 1961                        | 1971                        | 1981                        | 1991                        | 2001                        | 2011                        |
| 355                         | 425                         | 505                         | 578                         | 666                         | 786                         | 786                         | 756                         | 767                         | 758                         | 691                         | 772                         | 512                         | 488                         | 433                         | 391                         |

### Попис1991.
На попису становништва 1991. године, насељено место Пупнат је имало 488 становника, следећег националног састава:
| Попис 1991.‍  | Попис 1991.‍  | Попис 1991.‍ | Попис 1991.‍ | Попис 1991.‍ |
| ------------ | ------------ | ----------- | ----------- | ----------- |
|              |              |             |             |             |
| Хрвати       | Хрвати       |             | 478         | 97,95%      |
| Чеси         | Чеси         |             | 2           | 0,40%       |
| Југословени  | Југословени  |             | 1           | 0,20%       |
| Македонци    | Македонци    |             | 1           | 0,20%       |
| Срби         | Срби         |             | 1           | 0,20%       |
| Црногорци    | Црногорци    |             | 1           | 0,20%       |
| остали       | остали       |             | 1           | 0,20%       |
| неопредељени | неопредељени |             | 1           | 0,20%       |
| непознато    | непознато    |             | 2           | 0,40%       |
| укупно: 488  |              |             |             |             |